# Гюнтер Бехем
Гюнтер Бехем (на германски Günther Bechem) е бивш пилот от Формула 1.
Роден на 21 декември 1921 година в Германия.

## Формула 1
Гюнтер Бехем прави своя дебют във Формула 1 в голямата награда на Германия през 1952 година. В световния шампионат записва 2 състезания, като не успява да спечели точки. Състезава се с частен БМВ и АФМ.